# Verbascum beckii
Verbascum beckii är en flenörtsväxtart som beskrevs av Paul Victor Fournier. Verbascum beckii ingår i släktet kungsljus, och familjen flenörtsväxter. Inga underarter finns listade i Catalogue of Life.